# كلود-لوي نافييه
كلود-لوي ماري هنري نافييه (بالفرنسية: Henri Navier) مهندس وفيزيائي فرنسي شهير. ولد في ديجون 10 فبراير 1785 وتوفي في باريس 21 أغسطس 1836. له إسهامات عديدة في مجال الهندسة الميكانيكية وتعرف باسمه معادلة نافييه - ستوكس مع البريطاني جورج جابرييل ستوكس.

## إسهاماته
يظل العمل الأشهر لنافييه هو إسهامه في معادلة نافييه - ستوكس والتي ما تزال ذات أهمية واستخدام في مجال ميكانيكا الموائع.
يعتبره البعض مؤسس علم التحليل الإنشائي الحديث حيث استطاع عام 1821 أن يقدم صياغة رياضية عالية الدقة لنظرية المرونة والتي استخدمت في مجال الإنشاءات. وكان قد استطاع عام 1819 أن يصحح نتائج جاليليو الخاطئة ويحدد خط الصفر للإجهادات الميكانيكية.

## روابط خارجية
- كلود-لوي نافييه على موقع الموسوعة البريطانية (الإنجليزية)